# تاتسوكي كووات
تاتسوكي كووات (باليابانية: 古波津 辰希) (11 سبتمبر 1993 في أوكيناوا في اليابان – )؛ هو لاعب كرة قدم ياباني سابق كان يلعب كلاعب وسط.

## وصلات خارجية
- تاتسوكي كووات على موقع رابطة كرة القدم اليابانية للمحترفين (اليابانية)
- تاتسوكي كووات على موقع قاعدة بيانات كرة القدم.إي يو (الإنجليزية)
- تاتسوكي كووات على موقع Soccerway.com (الإنجليزية)
- تاتسوكي كووات على موقع عالم كرة القدم.نت (الإنجليزية)